# 宁国市
30°37′36″N 118°59′10″E / 30.62667°N 118.98611°E

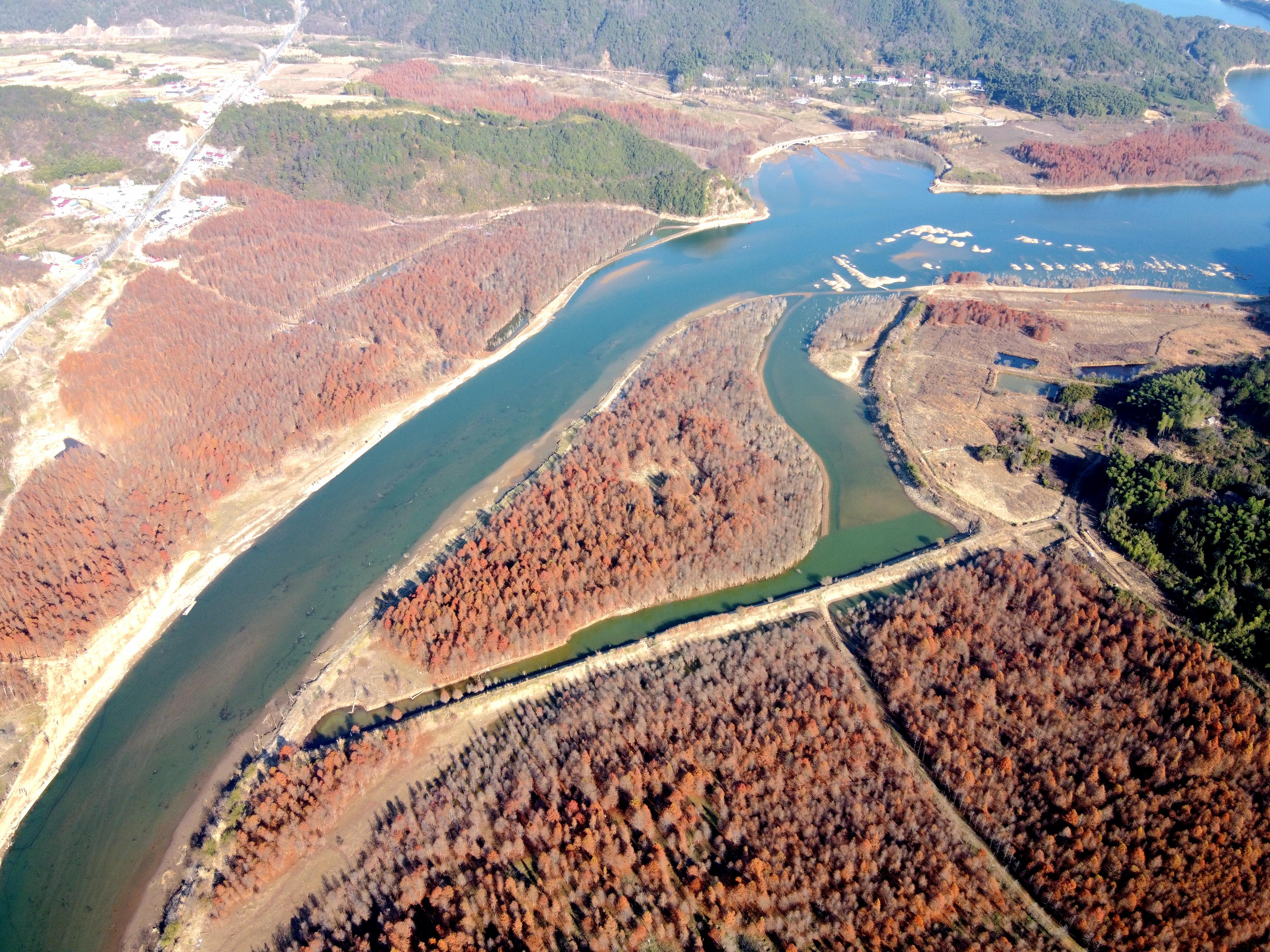
高空俯瞰港口湾水库落羽杉林

宁国市，在中國安徽省东南部、水阳江上游，是宣城市代管的县级市，邻接浙江省。区域总面积为2,466.9平方公里。

## 名称由来
据《宋书·州郡志》记载：“宣城郡之怀安、宁国、安吴、临城皆云吴立，是孙权既分丹阳郡为新都，又分四县也。”宁国市名取吉祥语，《易·乾卦》：“首出庶物，万国咸宁”，寓意邦宁国泰，长治久安。 

## 历史沿革
宁国自东汉建安13年（公元208年）置县以来，至今已1800年历史。春秋战国时期先后隶属吴、越、楚国地。秦属鄣郡。汉元封二年（公元前109）属丹阳郡宛陵县。东汉建安十三年（208），孙权分宛陵县南部置怀安县和宁国县，隶属丹阳郡。吴景帝时（258—263）改属故鄣郡。西晋太康二年（281），又分丹阳郡置宣城郡，宁国县属之。南北朝沿旧制。隋开皇九年（589），并怀安，宁国县入宣城县。唐武德三年（620）分宣城县复置怀安县、宁国县，属宣州。武德七年又并入宣城县。此后，怀安县再未设置。唐天宝三年（740）以原怀安、宁国二县地置宁国县，属宣城郡。五代十国时属宣州。北宋属宣城郡。南宋乾道二年（1166）属宁国府。元至元十四年（1277），世祖忽必烈改府为路，宁国属宁国路，元至正十七年（1357），朱元璋改路为府，宁国复属宁国府。明、清相沿。
中华民国北京政府1912年全国废府，宁国县直属安徽省。民国3年属芜湖道，民国21年属宣城首席且长，同年11月，属第九行政督察区，民国29年属第六行政督察区，民国35年改属第七行政督察区。1949年4月23日宁国县被中国人民解放军占领，5月隶属宣城专区。1952年1月属徽州专区，1956年2月属芜湖专区，1961年3月复属徽州专区，1980年1月改属宣城地区。
1997年3月11日撤县设市，宁国县改称为宁国市。2000年6月25日，原宣城地区撤地设市后，宁国市由安徽省省辖，委托宣城市代为管理。2006年被安徽省列为12个享有省辖市部分经济社会管理权限的试点县市之一。

## 人口
根据宁国市第七次全国人口普查结果，现将2020年11月1日零时全市人口的基本情况公布如下：全市常住人口为388097人，与2010年宁国市第六次全国人口普查的376857人相比，增加11240人，增长2.98%，年均增长0.29%。

## 地理
宁国地处安徽省东南部，连接皖浙两省七个县市，被称为「皖南山区之咽喉，南北商旅通衢之要道」。境内地势南高北低，主要山脉有天目山、黄山等。

### 气候
宁国属北亚热带季风气候，气候温和，四季分明。
| 1981–2010年间宁国市的平均气象数据 | 1981–2010年间宁国市的平均气象数据 | 1981–2010年间宁国市的平均气象数据 | 1981–2010年间宁国市的平均气象数据 | 1981–2010年间宁国市的平均气象数据 | 1981–2010年间宁国市的平均气象数据 | 1981–2010年间宁国市的平均气象数据 | 1981–2010年间宁国市的平均气象数据 | 1981–2010年间宁国市的平均气象数据 | 1981–2010年间宁国市的平均气象数据 | 1981–2010年间宁国市的平均气象数据 | 1981–2010年间宁国市的平均气象数据 | 1981–2010年间宁国市的平均气象数据 | 1981–2010年间宁国市的平均气象数据 |
| 月份                              | 1月                               | 2月                               | 3月                               | 4月                               | 5月                               | 6月                               | 7月                               | 8月                               | 9月                               | 10月                              | 11月                              | 12月                              | 全年                              |
| --------------------------------- | --------------------------------- | --------------------------------- | --------------------------------- | --------------------------------- | --------------------------------- | --------------------------------- | --------------------------------- | --------------------------------- | --------------------------------- | --------------------------------- | --------------------------------- | --------------------------------- | --------------------------------- |
| 平均高温 °C（°F）                 | 8.4 (47.1)                        | 10.8 (51.4)                       | 15.5 (59.9)                       | 22.0 (71.6)                       | 27.0 (80.6)                       | 29.5 (85.1)                       | 33.3 (91.9)                       | 32.4 (90.3)                       | 28.0 (82.4)                       | 23.1 (73.6)                       | 17.1 (62.8)                       | 11.2 (52.2)                       | 21.5 (70.7)                       |
| 平均低温 °C（°F）                 | −0.6 (30.9)                       | 1.6 (34.9)                        | 5.3 (41.5)                        | 10.9 (51.6)                       | 16.0 (60.8)                       | 20.3 (68.5)                       | 23.7 (74.7)                       | 23.2 (73.8)                       | 18.9 (66.0)                       | 12.7 (54.9)                       | 6.2 (43.2)                        | 0.7 (33.3)                        | 11.6 (52.8)                       |
| 平均降水量 mm（）                 | 72.4 (2.85)                       | 80.5 (3.17)                       | 136.9 (5.39)                      | 125.7 (4.95)                      | 142.3 (5.60)                      | 242.5 (9.55)                      | 207.2 (8.16)                      | 169.4 (6.67)                      | 107.7 (4.24)                      | 76.3 (3.00)                       | 68.3 (2.69)                       | 44.4 (1.75)                       | 1,473.6 (58.02)                   |
| 来源：中央气象台                  |                                   |                                   |                                   |                                   |                                   |                                   |                                   |                                   |                                   |                                   |                                   |                                   |                                   |

## 经济
宁国农特产品荟萃，先后被誉为“中国山核桃之乡”，“中国元竹之乡”和“中国竹子之乡”；宁国山清水秀，森林覆盖率达74.2%以上，具有极佳的生态环境；同时，宁国是目前安徽省经济最活跃的城市之一，自2000年以来连续多年综合实力居安徽省县（市）首位。

## 行政区划
1997年撤县设市后，宁国市辖11个镇、18个乡：河沥溪镇、中溪镇、石口镇、港口镇、梅林镇、狮桥镇、霞西镇、宁墩镇、胡乐镇、山门乡、甲路镇、仙霞镇、姚高乡、汪溪乡、桥头乡、杨山乡、青龙乡、虹龙乡、竹峰乡、平兴乡、畈村乡、万家乡、南极乡、庄村乡、东岸乡、板桥乡、方塘乡、太平乡、云梯畲族乡。
2000年8月，因修建港口湾水库，原东岸乡建制整体移至宣城市宣州区西北军天湖农场，而设天湖镇，仍隶属宁国市。另有部分乡镇在此期间撤乡设镇，宁国市辖13个镇、16个乡。
2001年4月27日，安徽省政府批准了《宁国市乡镇行政区划调整方案》。5月9日起，宁国市依据此方案进行了部分乡镇区划调整。调整后宁国市辖10个镇、5个乡、1个民族乡、3个街道办事处。
- 镇：港口镇、梅林镇、中溪镇、宁墩镇、仙霞镇、汪溪镇、甲路镇、胡乐镇、霞西镇、天湖镇。
- 乡：南极乡、万家乡、竹峰乡、方塘乡、青龙乡。
- 民族乡：云梯畲族乡。
- 街道办事处：西津街道、南山街道、河沥街道。

2006年4月11日，宁国市所辖天湖镇改设天湖街道办事处，并委托宣城市经济开发区代为管理。12日，撤销汪溪镇设立汪溪街道办事处。28日撤销竹峰乡设立竹峰街道办事处。

截至2019年1月，宁国市辖河沥溪、西津、南山、汪溪、竹峰、天湖6个街道，仙霞、中溪、宁 墩、梅林、胡乐、甲路、港口、霞西8个镇，云梯、万家、南极、方塘、青龙5个乡， 共辖102个村委会、18个社区居委会、10个居委会、2502个村民组。宁国市人民政府驻西津街道。
现辖：
西津街道、南山街道、河沥溪街道、汪溪街道、竹峰街道、天湖街道、港口镇、梅林镇、中溪镇、宁墩镇、仙霞镇、甲路镇、胡乐镇、霞西镇、云梯畲族乡、南极乡、万家乡、青龙乡和方塘乡。

## 交通

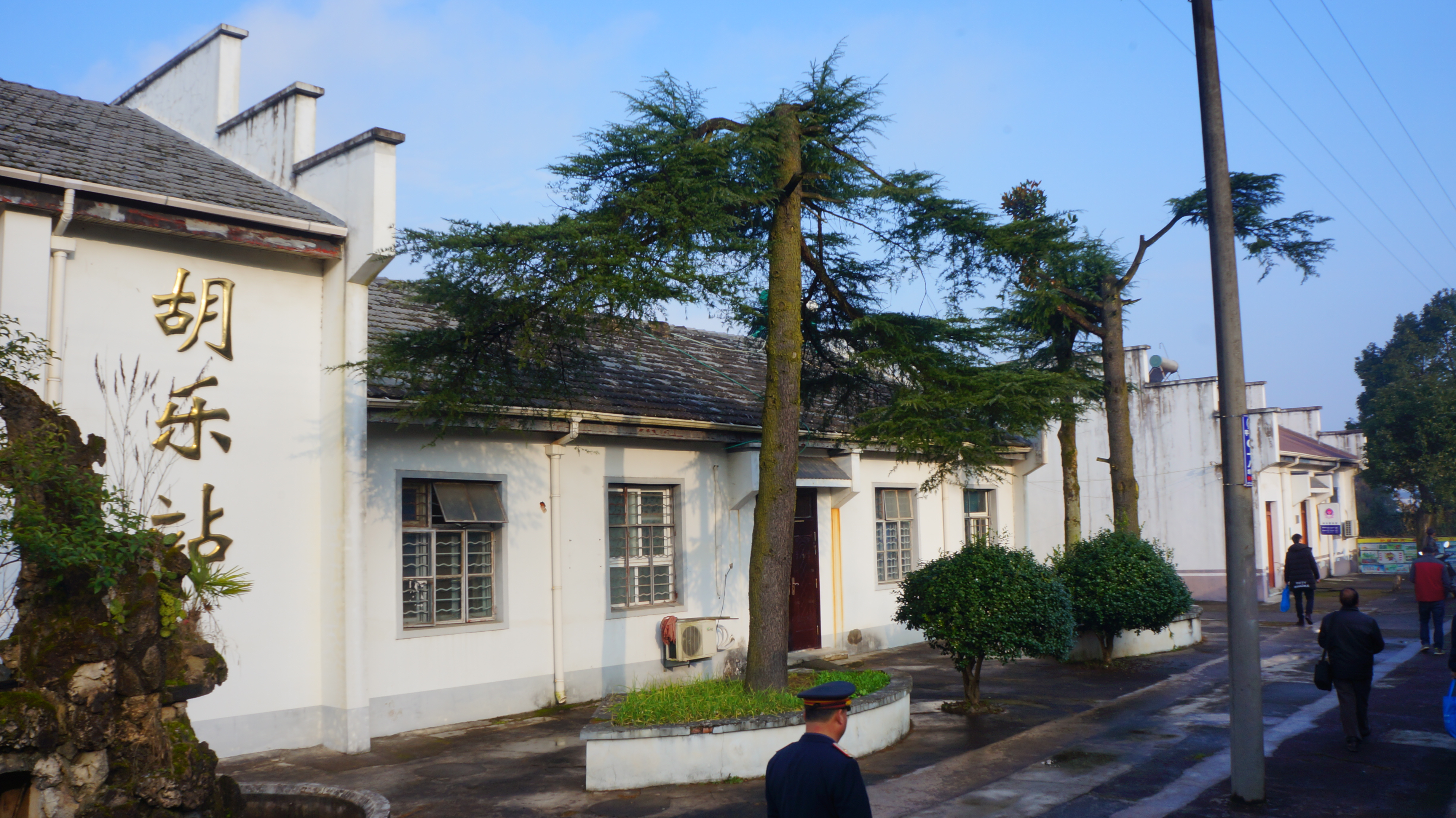
皖赣铁路胡乐站

- 宁国有皖赣铁路、 215省道、104标准二级公路和宜黄旅游快速通道，距宣杭铁路和 318国道高速公路接口仅40公里。市区距上海290公里车程、距省城合肥240公里车程，距杭州160公里车程，距南京220公里车程，距黄山风景区140公里车程。 宣桐高速穿境而过，宣城-宁国段已通车，宁国-千秋关段。 溧黄高速宁国-绩溪段已通车，境内有宁国、甲路两个出口及宁国服务区，宁国距南京禄口国际机场约150分钟车程，

南京禄口机场宁国航站楼已经开通；距杭州萧山国际机场120分钟车程，距黄山机场均只有90分钟车程，距上海虹桥机场和合肥新桥机场均只有200分钟车程。宁国青龙湾通用机场已开工建设。
宁国至上海港集卡运输时间约为4.5小时，至芜湖港运输时间为90分钟。
2017年，宁国实现交通运输、仓储和邮政业增加值10.8亿元，增长4.7%。年末全市民用汽车拥有量6.0万辆，增长7.1%，其中私人汽车5.5万辆，增长17.0%

## 特产
宁国山核桃：中国地理标志产品。